# Park Sung-hwan
Park Sung-hwan (født 4. september 1984 i Jeju) er en sydkoreansk badmintonspiller. Han har ingen større internationale mesterskabs titler, men kvalificerede sig til VM i 2007 hvor han tabte i tredje runde mod Chen Yu fra Kina. Park var udtaget til at repræsentere Sydkorea under Sommer-OL 2008, hvor han røg ud i tredje runde mod den olympiske mester Lin Dan fra Kina. 